# Erythrolamprus ocellatus
Espèce
Erythrolamprus ocellatus  est une espèce de serpents de la famille des Dipsadidae.

## Répartition
Cette espèce est endémique de Tobago à Trinité-et-Tobago.

## Publication originale
- Peters, 1869 "1868" : Über neue Säugethiere (Colobus, Rhinolophus, Vesperus) und neue oder weniger bekannte Amphibien (Hemidactylus, Herpetodryas, Spilotes, Elaphis, Lamprophis, Erythrolamprus). Monatsberichte der Königlichen Preussischen Akademie der Wissenschaften zu Berlin, vol. 1868, p. 637-642 (texte intégral).